# Antebellum (film)
Antebellum är en amerikansk skräck- och dramafilm från 2020. Filmen är regisserad av Gerard Bush och Christopher Renz som även ansvarat för filmens manus. Sean McKittrick har producerat filmen. Filmen hade svensk premiär den 21 augusti 2020, utgiven av Nordisk Film.

## Handling
Filmen handlar om den framgångsrika författaren Veronica Henley som hamnar i en skrämmande verklighet och måste lösa ett svårt mysterierium innan det är försent.

## Rollista (i urval)
- Janelle Monáe – Veronica Henley
- Marque Richardson – Nick
- Eric Lange
- Jack Huston
- Kiersey Clemons
- Tongayi Chirisa
- Gabourey Sidibe
- Robert Aramayo
- Lily Cowles
- Jena Malone